# Engenheiro Schnoor
Engenheiro Schnoor é um distrito do município brasileiro de Araçuaí, no interior do estado de Minas Gerais. Segundo o censo demográfico de 2022, realizado pelo Instituto Brasileiro de Geografia e Estatística (IBGE), sua população era de 2 975 habitantes e havia 1 038 domicílios particulares permanentes ocupados. Possui área de 488,85 km² conforme a Fundação João Pinheiro (FJP). Foi criado pela lei estadual nº 336 de 27 de dezembro de 1948.
De acordo com o IBGE, em 2010 a população era de 4 119 habitantes e havia 1 444 domicílios particulares.

## Emancipação
Teve seu primeiro pedido de emancipação através do requerimento nº 45 de 5 de maio de 1995, embora este não tenha levado o distrito a emancipar. Ainda há a possibilidade da elevação do distrito à categoria de município, devido ao número de habitantes.

## Hidrografia
- Rio Gravatá[8]